# (26147) 1994 PS32
A (26147) 1994 PS32 a Naprendszer kisbolygóövében található aszteroida. Eric Walter Elst fedezte fel 1994. augusztus 12-én.